# Viola delphinantha
Viola delphinantha Boiss. – gatunek roślin z rodziny fiołkowatych (Violaceae). Występuje naturalnie w południowej Bułgarii i północnej Grecji. 

## Morfologia
PokrójBylina dorastająca do 15–25 cm wysokości, tworzy kłącza.
LiścieBlaszka liściowa ma kształt od owalnego do owalnie trójkątnego. Mierzy 3–4 cm długości oraz 3 cm szerokości, jest piłkowana na brzegu, ma sercowatą nasadę i spiczasty wierzchołek. Ogonek liściowy jest nagi i ma 0,5–7 cm długości. Przylistki są od owalnych do lancetowatych i osiągają 1 mm długości.
KwiatyPojedyncze, wyrastające z kątów pędów. Mają działki kielicha o lancetowatym kształcie i dorastające do 5 mm długości. Płatki są odwrotnie jajowate, mają żółtą barwę oraz 8–12 mm długości, dolny płatek jest odwrotnie jajowaty, mierzy 8-10 mm długości, z purpurowymi żyłkami, posiada obłą ostrogę o długości 1 mm.
OwoceTorebki mierzące 3-4 mm długości, o kształcie od jajowatego do podługowatego.
Gatunki podobneRoślina jest podobna do gatunku V. kosaninii, który różni się kwiatami o różowopurpurowej barwie, a ostroga dolnego płatka jest dłuższa – osiąga do 12 mm długości.

## Biologia i ekologia
Rośnie na terenach skalistych. 